# Omnitrunchiere
În geometrie o omnitrunchiere este o operație aplicată unui politop regulat (sau fagure) într-o construcție Wythoff care creează un număr maxim de fațete. Este reprezentat într-o diagramă Coxeter–Dynkin cu toate nodurile inelate.
Este o presurtare a unui termen care are un sens diferit pentru politopurile din dimensiuni superioare progresive. La politopuri uniforme, trunchierea înseamnă:
- La poligoane regulate: trunchierea, {\displaystyle t_{0,1}\{p\}=t\{p\}=\{2p\}}.

Diagramă Coxeter–Dynkin 
- La poliedre uniforme (3-politopuri): cantitrunchierea, {\displaystyle t_{0,1,2}\{p,q\}=tr\{pq\}}. (Aplicarea ambelor operații: cantelarea și trunchierea.)

Diagramă Coxeter–Dynkin: 
- La 4-politopuri uniforme: runcicantitrunchierea, {\displaystyle t_{0,1,2,3}\{p,q,r\}}. (Aplicarea runcinării, cantelării și trunchierii.)

Diagrame Coxeter–Dynkin: , , 
- La 5-politopuri uniforme: steriruncicantitrunchierea, t0,1,2,3,4{p,q,r,s}. {\displaystyle t_{0,1,2,3,4}\{p,q,r,s\}}. (Aplicarea stericării, runcinării, cantelării și trunchierii)

Diagrame Coxeter–Dynkin: , , 
- La n-politopuri uniforme: {\displaystyle t_{0,1,...,n-1}\{p_{1},p_{2},...,p_{n}\}}. (Aplicarea tuturor operațiilor definite pentru politopul cu numărul respectiv de dimensiuni.)